# Gyrophaena flavicornis
Gyrophaena flavicornis är en skalbaggsart som beskrevs av Melsheimer 1844. Gyrophaena flavicornis ingår i släktet Gyrophaena och familjen kortvingar. Inga underarter finns listade i Catalogue of Life.